# Алушта (шхуна)
«Алушта» — парусно-винтовая шхуна Черноморского флота Российской империи, в некоторых источниках судно упоминается как пароход. Судно находилось в составе флота с 1860 по 1874 год, совершало плавания в акватории Чёрного моря, по Днепровскому лиману, рекам Буг и Днепр, периодически находилось в распоряжении дунайской комиссии, а по окончании службы было исключено из списков судов флота по неблагонадёжности.

## Описание судна
Парусно-винтовая шхуна с обшитым в подводной части медными листами деревянным корпусом. Водоизмещение шхуны составляло 210,16 тонны, длина судна между перпендикулярами составляла 33,5 метра, ширина с обшивкой — 6,8 метра, а осадка при полной загрузке по ахтерштевню — 2,8 метра, по форштевню — 2,06 метра. На шхуне была установлена паровая машина мощностью 80 номинальных лошадиных сил английской постройки, в качестве движителя помимо парусов использовался один гребной винт.
Паровые машины заказывались для двух одновременно строившихся шхун «Алушта» и «Чатырдаг». Одна паровая машина высокого давления строилась на заводе Равенгиля, Селькельда и К°, а вторая низкого давления — на заводе Гомфрейса и Тенант. Стоимость первой паровой машины без доставки в Россию составляла 5077 фунтов стерлингов, а второй — 5314 фунтов стерлингов, в результате оба двигателя с доставкой в Николаев обошлись в 78 000 рублей серебром.
По состоянию на 1862 год вооружение состояло из одной 68-фунтовой пушки № 2 и одной 36-фунтовой пушко-карронады, в 1870-х годах — из одной 36-фунтовой пушко-карронады.

## История службы
Шхуна «Алушта» была заложена на стапеле Николаевского адмиралтейства 20 июня (2 июля) 1859 года и после завершения работ по постройке 11 (23) ноября 1860 года вошла в состав Черноморского флота России. Однако спуск на воду шхуны в день завершения постройки оказался невозможен в связи с тем, что Буг покрылся льдом. Строительство велось под наблюдением корабельного инженера полковника А. С. Акимова с подряда купцом Рафаловичем. Строительство велось силами мастеровых купца. Дерево для постройки шхуны, включавшее дубовые и сосновые доски, также было предоставлено купцом, однако все металлические детали, включая медные листы и гвозди для обшивки днища, медные крепления и железные детали, были отпущены из казны. Стоимость судна составила 53 029 рублей 4,25 копейки.
В 1861 году находилась в плаваниях по Бугу, Днепру и Днепровскому лиману, при этом в кампанию этого года командир шхуны лейтенант Э. О. Викорст был награждён орденом Святого Владимира IV степени с бантом за выслугу 25-ти лет в офицерских чинах. В течение всей кампании следующего 1862 года шхуна находилась в распоряжении дунайской комиссии, при этом в начале года командир шхуны Э. О. Викорст получил следующее звание.
В 1864 году шхуна также находилась в распоряжении дунайской комиссии и совершала плавания по Дунаю. В кампании с 1866 по 1869 год совершала плавания в Чёрном море. По окончании службы 13 (25) июля 1874 года шхуна «Алушта» была исключена из списков судов флота по неблагонадёжности.

## Командиры
Командирами парусно-винтовой шхуны «Алушта» в составе Российского императорского флота в разное время служили:
- лейтенант, а с 1 (13) января 1862 года капитан-лейтенант Э. О. Викорст (1861—1864 год)[комм. 6][10];
- капитан-лейтенант А. Д. Палеолог (1866—1869 годы)[11];
- капитан-лейтенант М. С. Эсмонт (1869 год)[12].